# 鈴木正樹
鈴木 正樹（すずき まさき、1945年1月2日 - ）は、日本の元スピードスケート選手である。北海道苫小牧市出身。王子製紙所属。
1968年グルノーブルオリンピックでは500m15位、1500m40位。
1972年札幌オリンピックでは500m8位。
3度目のオリンピックとなったインスブルックオリンピックでは旗手を務め、競技では500m11位、1500m19位だった。
レークプラシッドオリンピック日本選手団、サラエボオリンピック日本選手団コーチ。